# Став (заказник, Черкаська область)
Став — гідрологічний заказник місцевого значення в Україні. Розташований на території Черкаського району Черкаської області, в адмінмежах Радиванівської сільської ради.
Площа 11 га, статус отриманий у 2010 році. Перебуває у віданні: Радиванівська сільська рада.
Статус надано з метою збереження природних комплексів до складу яких входять болотні масиви, водно-болотні угіддя, заплавні території та водні об'єкти, тваринний і рослинний світ яких представлений типовими та унікальними для регіону видами, різноманітною болотною та лучною рослинністю.